# 超级地球

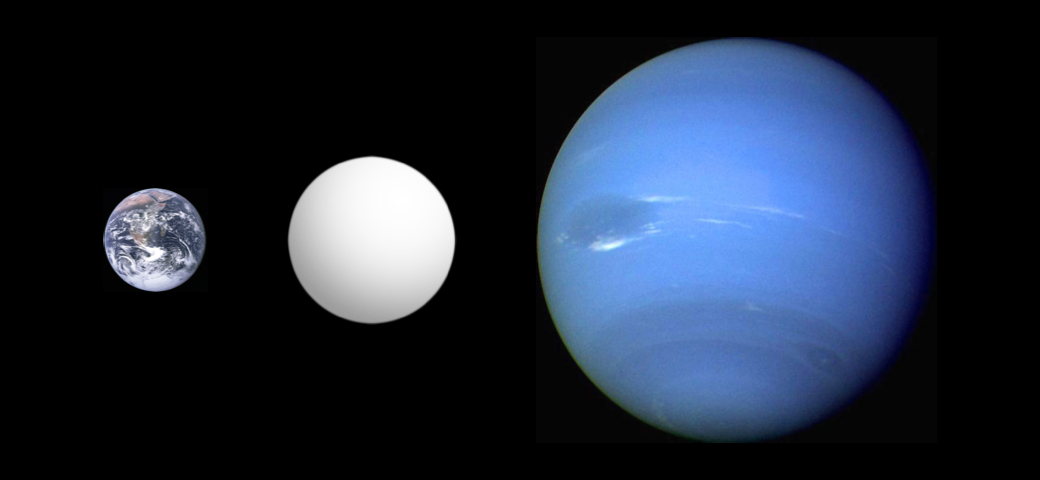
與地球和海王星相比，推斷的超級地球柯洛7b（中間）大小的圖示

超级地球是太阳系外行星，其质量高于地球，但远低于天王星和海王星一類的太阳系冰巨星，后者分别是地球的14.5和17倍。它仅是指行星的质量，并不意味着有关表面状况或可居住性。自从2005年格利泽876d被尤金尼亞·里維拉（Eugenio Rivera）所率领的团队发现之后，相继有数颗超级地球被世人发现。地球作为太阳系中最大的类地行星，其所身处的太阳系并不包含这一类能被当作范例的行星，举凡那些体积大过地球的行星，质量至少都在其十倍以上。

## 定義

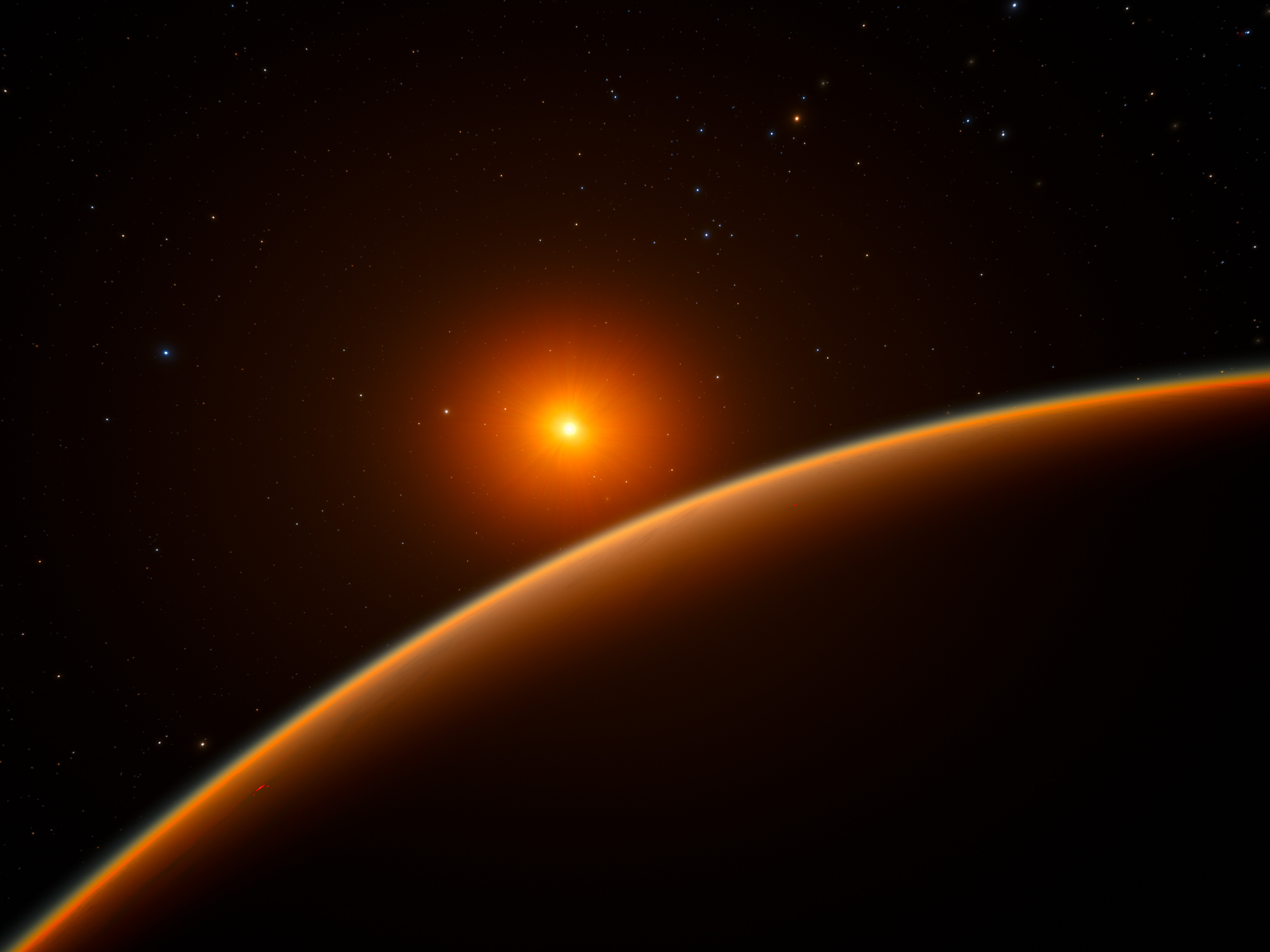
藝術家對超級地球系外行星LHS 1140 b的印象。

在一般情況下，超級地球只以質量作為判定條件，而溫度、組合成分、軌道屬性、適居性、或星球環境等條件則不包括在內。目前在超級地球質量上限定義上，普遍認同為地球質量的10倍（約天王星質量的69%，這是太陽系的氣體巨型最小的質量），而下限為地球質量的1倍、1.9倍、5倍不等，在不同的大眾媒體下有不同的標準。 一些學者進一步指出，在超級地球定義上應該增加是否有顯著的大氣層；或是不但有大氣層，還有固態表面或如海洋行星般，有著廣大的海洋且有一層大氣層覆蓋其上，這種類型的行星沒有出現在太陽系內。若系外行星超過地球質量10倍的上限，依照其是否由岩石、冰、或是氣體組成成分，確定該行星是否為類地行星、巨無霸行星、或是氣體巨行星 。

## 歷史和發現

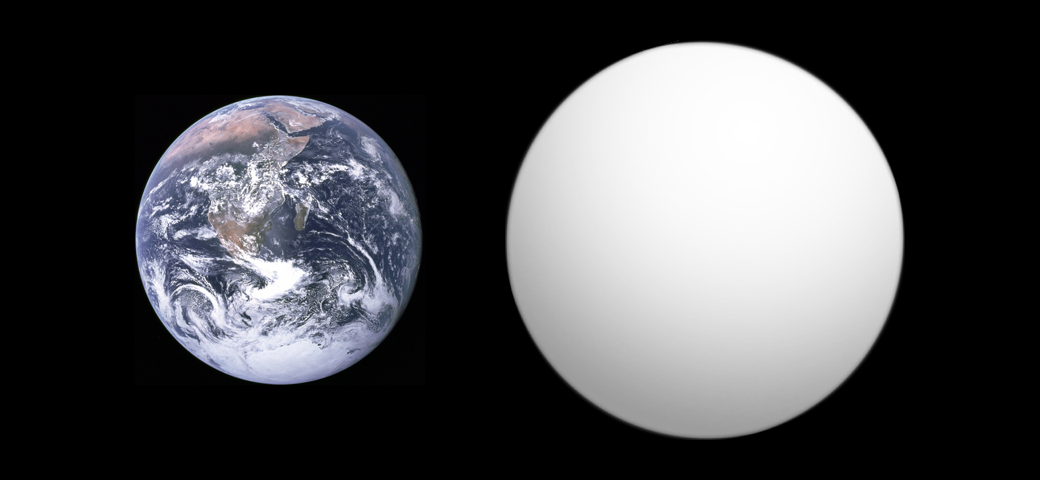
超級地球克卜勒-10b（右）與地球相比的推斷尺寸示意圖

在太陽系內沒有超级地球類別的行星，因為地球在太陽系內為最大的類地行星，而太陽系內大於地球的行星其質量皆至少地球質量的14倍。

### 首颗

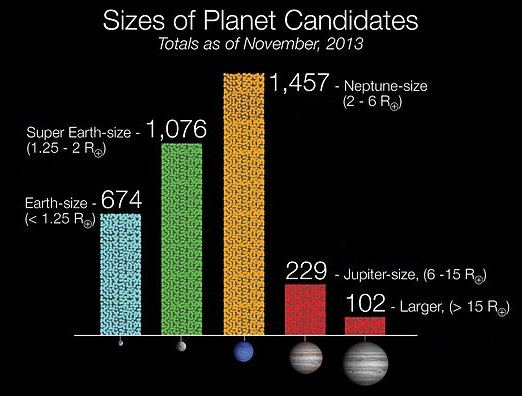
克卜勒行星候選者的大小——基於截至2013年11月4日圍繞2,036顆恆星運行的2,740名候選者（美國國家航空暨太空總署）

亞歷山大·沃爾茲森與戴爾·弗雷在1992年發現脈衝星PSR B1257+12旁有著系外行星，其外圍兩顆行星質量皆為地球的4倍左右。
以尤金尼亞·里維拉为主的一支团队於2005年发现了首颗圍繞主序星的超级地球，它因绕行格利泽876公转，而被命名为格利泽876d（先前已有两颗体积近似木星的类木行星在其星系中被发现）。它的质量估计有地球的七点五倍大，轨道周期相当短，只有两天左右。鉴于格利泽876d的與日距离，它高温的表面最高可到華氏650度。

### 位在適居帶的第一颗
2007年4月，由斯特凡·烏德里所领导一支根据地在瑞士的团队，宣布在格利泽581周边可栖息区域的边陲发现两颗新的超级地球，其表面有可能存有液态水。其中，有地球质量五倍大、距离格利泽581为0.073天文单位或一千一百万公里的格利泽581c座落在可栖息区域的「暖陲」，其平均温度（不考虑来自大气的影响），估计在反照率可比照金星的摄氏零下三度，至反照率可比照地球的摄氏四十度之间。

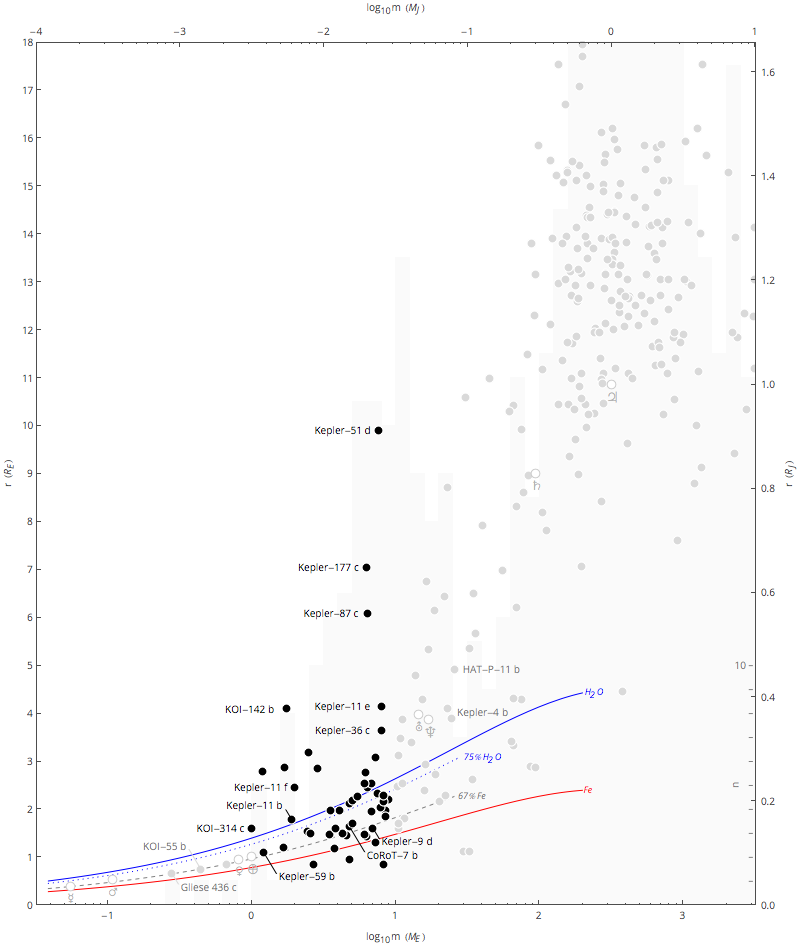
在其他檢測到的系外行星和選定的成分模型的背景下，凌日超級地球的質量和半徑值。「鐵」線定義了純粹由鐵製成的行星，而「水」則定義了由水製成的行星。兩條線之間，更靠近鐵線的那些，最有可能是固體岩石行星，而那些接近或高於水線的更可能是氣體和／或液體。太陽系中的行星在圖表上，標有它們的天文符號。

### 其他被發现的超级地球

#### 2006年
2006年两颗超级地球陆续被發现，经由微引力透镜所发现的OGLE-2005-BLG-390Lb，质量为地球的五倍，另一颗HD 69830 b的质量则是地球的十倍。

#### 2008年
2008年，一顆名為MOA-2007-BLG-192Lb的超級地球被發現，這顆星球是已知的質量最小的超級地球之一。該星球是由天體物理學家大衛.P.巴內特等人於紐西蘭約翰山大學天文台進行天文物理重力微透鏡觀測（HARPS）時，於2008年6月2日發現。該星球的質量約是地球的3.3倍大，其母星為一褐矮星，發現該星球時是因為發生一次微引力透鏡現象而發現之。
2008年6月，歐洲南天天文台研究團隊宣布在一顆名為HD 40307恆星周邊，發現三顆超級地球。這三顆行星其質量從小到大分別為地球質量的4.2倍、6.7倍、及9.4倍，發現時都是使用高精度徑向速度行星搜索器以徑向速度法於智利發現。
歐洲南天天文台研究團隊另外也宣布，在一顆名為HD 181433恆星周圍，發現一顆地球質量7.5倍大的超級地球，該恆星另有兩顆行星為氣體巨行星。

#### 2009年
2009年2月3日，一顆名為柯洛7b的超級地球被發現，該星球質量初步估計為地球質量的4.8倍，軌道周期為0.853天。在估計柯洛7b的密度時，顯示它可能是一顆矽酸鹽行星，類似於太陽系類地行星。 在柯洛7b被發現後，一顆名為HD 7924 b的超級地球被發現，該星球是首顆在G型主序星等級以上發現的超級地球。
2009年4月21日，瑞士日內瓦大學天文學家米歇爾·麥耶所帶領的團隊宣布發現一顆名為葛利斯581e超級地球，該行星的質量至少為地球的1.9倍，半長軸為0.03AU，公轉周期約3.15天，顯示其並非在適居帶上，該星球顯示有潮汐加熱現象，並且比木衛一至少劇烈100倍。
2009年12月，MEarth計劃大衛·夏邦諾等人發現一顆名為GJ 1214 b的超級地球，直徑大約是地球的2.7倍，其圍繞之恆星格利泽1214發光度及體積比太陽小。哈佛大學天文學教授兼MEarth計劃主持人大衛·夏邦諾認為該星球可能有液態水 ，然而之後的星球模型顯示，在大多數情況下，它不具有液態水。
總計至2009年11月為止，共有30個超級地球被發現，其中24個是首次發現是使用高精度徑向速度行星搜索器（HARPS）觀測的。

#### 2010年
2010年1月5日，名為HD 156668 b被發現，其質量至少為地球質量的4.15倍，這是利用徑向速度法發現第二小系外行星，僅大於2009年發現的格利澤581e。
2010年8月24日，日內瓦大學教授克里斯多福·洛維斯（Christophe Lovis）領導的團隊利用歐洲南方天文台智利拉西拉天文台ESO 3.6米望遠鏡上的高精度徑向速度行星搜索器（HARPS），於太阳型恒星HD 10180發現其擁有至少7顆系外行星環繞著。當中HD 10180 b初估其質量至少為地球質量的1.35 ± 0.23倍，這是至此發現在主序星軌道上質量最小的系外行星。雖然未經證實，但此7顆系外行星存在的機率為98.6％。
2010年9月29日，美國國家科學基金會宣布在紅矮星葛利斯581上，發現一顆名為葛利斯581g的超級地球，該星球質量至少為地球質量的3.1倍，半長軸為0.146AU，公轉周期約36.6天。在葛利斯581星系上，距恆星距離從裡到外排第四，於葛利斯581c與葛利斯581d之間。此行星由華盛頓卡內基學會和加州大學聖克魯斯分校（UCSC）等機構利用徑向速度法發現。然而有部分天文學家及團隊包括ESO和HARPS研究小組對葛利斯581g的存在產生質疑，目前太陽系外行星百科仍將葛利斯581g列為未證實系外行星。

#### 2011年
2011年2月2日，克卜勒太空望遠鏡任務宣布一項主要研究結果，至少列出1,235顆候選行星，其中68顆為地球等級〈Rp < 1.25 Re， Rp：星球半徑、Re：地球半徑〉，288顆為超級地球等級(1.25 Re < Rp < 2 Re)，另54個已確認位在適居帶。有6顆位在適居帶的候選行星的半徑小於地球半徑兩倍，6顆候選行星分別為KOI 326.01（Rp=0.85）、KOI 701.03 （Rp=1.73）、KOI 268.01（Rp=1.75）、KOI 1026.01（Rp=1.77）、KOI 854.01（Rp=1.91）、KOI 70.03（Rp=1.96）。 近期研究顯示，其中一顆候選行星（KOI326.01）其體積可能比首次結果顯示更大，表面溫度也比首次結果顯示更熱。基於近期克卜勒太空任務的發現，美國天文學家赛思.肖斯塔克〈Seth Shostak〉估計在距離地球一千光年內，至少有30,000顆星球是人類可居住的世界。克卜勒太空任務團隊也基於研究結果，估計銀河系至少有500億顆行星，其中至少5億顆行星在適居帶上。
2011年8月17日，兩組歐洲科學家團隊分別發現HD 85512 b，以及繞行天園增三的三顆系外行星，這兩組發現的超級地球皆可能位在適居帶上。如果HD 85512 b覆蓋著50％的雲層，水便可能以液態的形式存在於行星表層。 在隨後不到一個月期間，包括10顆超級地球在內的45顆系外行星被科學家發現。
2011年12月5日，NASA克卜勒太空望遠鏡發現第一個位於類太陽恆星適居帶的太陽系外行星，該行星名為克卜勒22b，半徑為地球半徑的2.4倍，距離其母恆星克卜勒22b的距離比地球距離太陽少15%。母恆星克卜勒22半徑比太陽略小，溫度比太陽低，依此推論克卜勒22b表面溫度類似於地球，顯示克卜勒22b可能存在於液態水。
2011年12月5日，克卜勒太空望遠鏡任務小組宣布已經發現2,326顆候選行星，其中207顆與地球大小相似、680顆是超級地球、1181顆為海王星大小、203顆為木星的大小、55顆則比木星更大。相較於2011年2月的數據，與地球大小相似及超級地球等級的行星數量分別增加了200％和140％。此外，48顆候選行星被發現在適居帶，該數據對照於2月期間為下降，這是由於十二月數據使用的是更嚴格的標準來判定候選行星是否在適居帶。

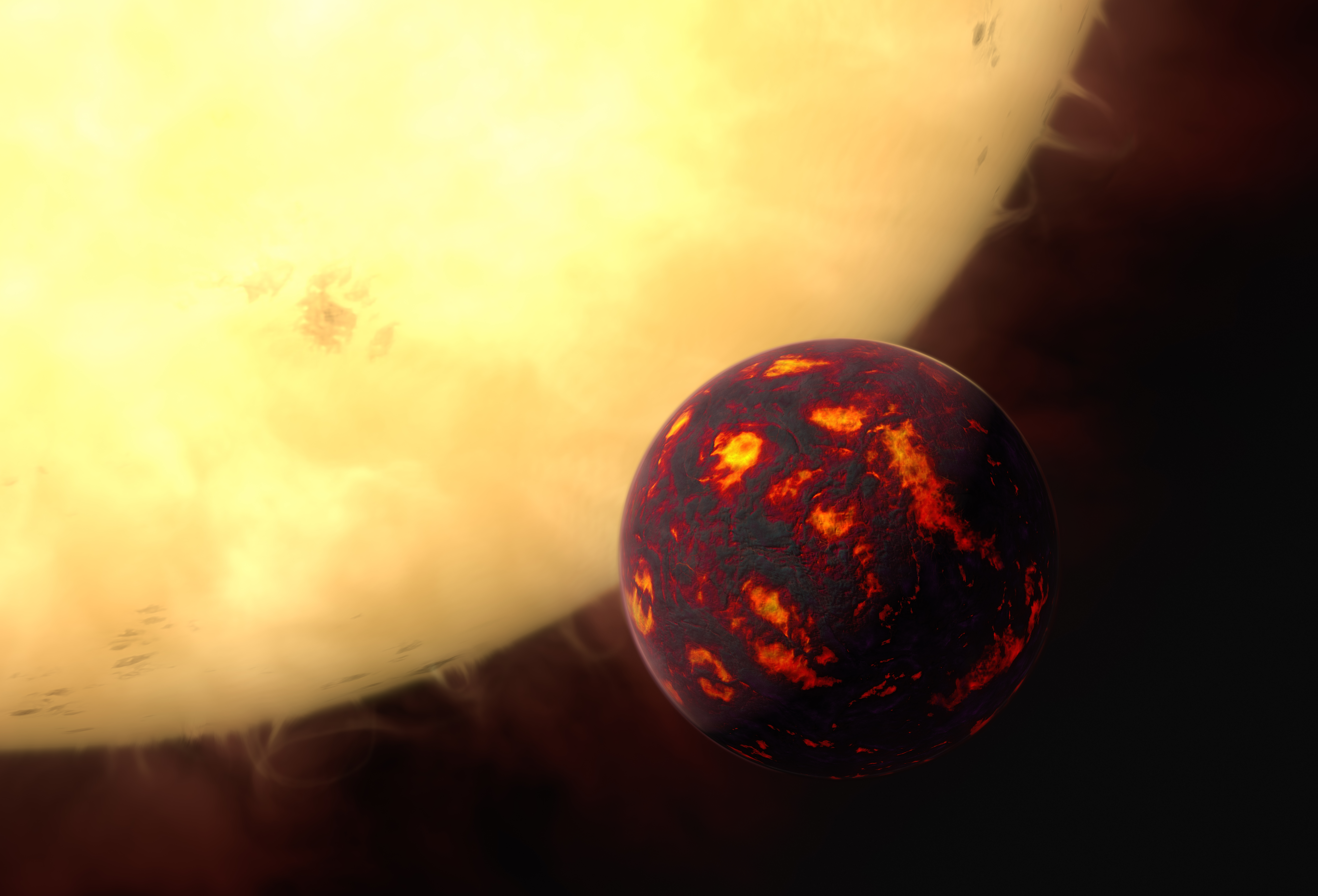
藝術家對巨蟹座55e在其母星前的印象。

2011年，巨蟹座55e星球密度計算結果顯示略大於地球密度，該星球半徑約地球半徑的2倍，直至2014年為止確認其沒有氫氣組成的大氣層前，巨蟹座55e是發現最大的行星。
2011年12月20日，克卜勒太空望遠鏡任務小組宣布第一次發現2顆與地球體積類似的行星，分別為克卜勒20e與克卜勒20f，兩顆行星皆位在克卜勒20行星系統上。
葛利斯667Cb是由HARPS團隊宣布與其他29顆行星同時於2009年10月19日發現，而葛利斯667Cc則由相同團隊於2011年11月21日的論文公開，另葛利斯667Cc詳細資料於2012年2月公布。

#### 2012年
2012年9月，葛利斯163旁發現2顆系外行星。 其中一顆行星葛利斯163c的質量大約是地球的6.9倍，表面溫度略高於地球，並可能位於適居帶上。

#### 2013年
2013年1月7日，克卜勒太空望遠鏡的團隊發現克卜勒69c，其半徑為地球半徑的1.5倍，軌道位置在該恆星的適居帶中，其母恆星克卜勒69為類太陽恆星。克卜勒69c可能是有外星生命的星球之一。
2013年4月，美國國家航空暨太空總署以威廉.伯魯奇（William Borucki）領導的團隊，以凌日法搜尋太陽系外行星的克卜勒太空望遠鏡觀測視野時，在距離地球約1200光年克卜勒62，其適居帶內發現5顆系外行星。這五顆超級地球的半徑從小到大為地球的0.54、1.3、1.4、1.6、及1.9倍。其中克卜勒62e與克卜勒62f的理論模型顯示，這兩顆行星可能擁有固體表面，其表面可能是岩石，或是岩石與固態水組成。
2013年6月25日，歐洲南天天文台發布消息，宣稱在葛利斯667C的適居帶內同時找到3顆超級地球，並且顯示很可能有外星生命存在。葛利斯667C擁有7顆系外行星的行星系統，位在天蠍座一帶，在內的3顆超級地球約距地球22光年。這3顆超級地球包括在太陽系外7顆最可能存在生命的行星。在觀察這3顆超級地球與母恆星的距離，以及表面平均溫度，推論3顆行星皆可能有液態水存在，而不是被恆星輻射帶走，或是以固態冰存在。

#### 2014年
2014年5月，先前發現的克卜勒-10c，其質量約地球質量的17倍，類似於海王星。半徑約為地球的2.35倍，是目前已知最大的類地行星。由於克卜勒-10c的質量超過超級地球等級的地球質量10倍上限，因此提出將其歸類為「巨無霸地球」（mega-Earth）。

#### 2015年
2015年1月6日，美國國家航空暨太空總署宣布由克卜勒太空望遠鏡發現第1000個被確認的系外行星。三個新確認的系外行星被發現在適居帶內；其中兩個行星克卜勒438b和克卜勒442b接近地球尺寸，其組成成分可能是岩石；第三個行星克卜勒440b則為超級地球。
2015年7月30日，天文與天體物理學報宣布他們發現一個行星系統，當中有三顆超級地球繞著一顆明亮的矮星。位於仙后座的格利澤892發現其擁有四行星系統，但這些行星並不在適居帶內。當中最短軌道的行星是HD 219134 b，是當時已知距地球最近的超級地球。
2015年12月17日，澳洲天文學者宣布發現至今為止離地球最近的超級地球沃夫1061c，距離地球只有13.8光年。

#### 2016年
2016年2月，美國國家航空暨太空總署公布哈伯太空望遠鏡在分析巨蟹座55e的大氣層中，檢測到氫和氦（可能是氰化氫）等元素，但是沒有檢測到水蒸氣。美國國家航空暨太空總署並宣布首次針對超級地球大氣層分析任務成功。
2016年8月，天文學家宣布發現一顆系外類地行星比鄰星b，其位紅矮星比鄰星的居住區，是目前已知距太陽系最近的系外行星，也是已知距離最近的適居帶內系外行星。由於比鄰星b非常靠近地球，該行星可能突破倡議中，像系外天體探測前進的小探測器其中之一目的地。

## 特性

### 密度與組成成分

不同成分的行星大小比較

在科學計算上，如果可以同時利用徑向速度及凌日法偵測到某超級地球，那該星球的質量與半徑便可確定，並可延伸計算出該星球的平均總體密度。低密度的星球可能是由氫和氦元素組成，類似於迷你海王星；中密度的星球主要元素組成可能包括水，類似於海洋行星，或是該星球內部有一顆密度大的核心，但外圍被一層廣大的氣體覆蓋著，類似於較小的氣體行星。另一項常用的推論條件是當某超級地球的星球半徑大於地球半徑1.5倍條件下，其密度隨星球半徑增加而增加；但若是其密度隨星球半徑增加而下降，則該行星可能是其內部為岩石核心，但其被一層氣體包覆著；這推論條件主要建立在觀察過65個小於地球半徑4倍的超級地球統整出來的資料。 高密度的超級地球推論是由岩石、金屬或岩石與金屬混和組成的，如地球和太陽系其它類地行星。而在超級地球內部可能是分層不明顯，部分明顯或內部分層完全明顯。研究人員在美國哈佛大學天文系開發用戶友好的在線工具來表徵超級地球的主體組成。由哈佛天文系的研究員開發一套簡單的模擬軟體來分析超級地球內部組成特性
鉴于超级地球相对较大的质量，它们与地球在物理特性上有着一定的差距。一份以黛安娜·瓦倫西亞（Diana Valencia）为主的团队针对格利泽876d的研究报告显示，使用经由检测行星及其相应质量的凌日法所测得出来的半径，有可能推测出超级地球的组成结构。计算绕行格利泽876的行星所得出的范围，可以是在九千两百公里（约为地球半径的一点五倍）的固态行星到地核大到超过一万两千公里以上（约为地球半径的两倍）有着冰层覆盖表面的液态行星。在这半径的范围之内，超级地球格利泽876d的表面引力为~3.3g与~1.9g之间。巨大的表面引力（通常大过海王星与土星這樣的行星，在某些情况下则大过木星）是超级地球一项众所周知的特性。

### 溫度
由於大氣層的影響，對於測量超級地球上的反照率、溫室效應與表面溫度無法得知，通常只能得知該星球的行星平衡溫度。例如：地球的行星平衡溫度為254.3 K（−19 °C 或 −2 °F），這是由於地球上的溫室氣體讓地表溫度能保持溫暖；但像金星的行星平衡溫度為184.2 K（−89 °C 或−128 °F），然而金星表面實際溫度卻是737 K（464°C 或867°F），因其濃厚的大氣層讓熱量無法散發出去。在以上的例子可以得知，目前無法從行星平衡溫度來推算外星球的反照率、溫室效應與表面實際溫度。

### 磁場
地球的地磁場主要成因為地球內部的液態金屬外核，但在超級地球上，其質量高的狀況下在超級地球內部會產生高壓，伴隨著超級地球內部核心組成成分黏度更大，熔點也更高，導致內部核心地核與地函分界不明顯，成為無核心之星球。如果能在某個超級地球的岩石中找出氧化鎂之存在，可推估氧化鎂會以液態形式存在於超級地球內部，從而可推導出該星球地函處可產生磁場。